# Fahrzeug- und Technikmuseum Fürstenau
Das Fahrzeug- und Technikmuseum Fürstenau ist ein Automuseum in Brandenburg.

## Geschichte
Gerhard Eberwein gründete 2013 das Museum. Es befindet sich im ehemaligen Kornspeicher des Gutes Fürstenau in Fürstenau. Das ist ein Ortsteil der Gemeinde Boitzenburger Land. Die Ausstellungsfläche umfasst etwa 600 Quadratmeter. Das Museum ist im Sommer an fünf Tagen pro Woche geöffnet.
Am Museum finden jährlich mehrere Veteranentreffen statt.

## Ausstellungsgegenstände
Das Museum stellt überwiegend Fahrzeuge aus. Genannt sind 17 Autos, 6 Motorräder, 10 Mopeds, 8 Fahrräder, 7 Lastkraftwagen und Omnibusse, 16 Traktoren und 25 Motoren.
Daneben gibt es Dinge des täglichen Gebrauchs aus Zeiten der DDR von 1950 bis in die 1980er Jahre.

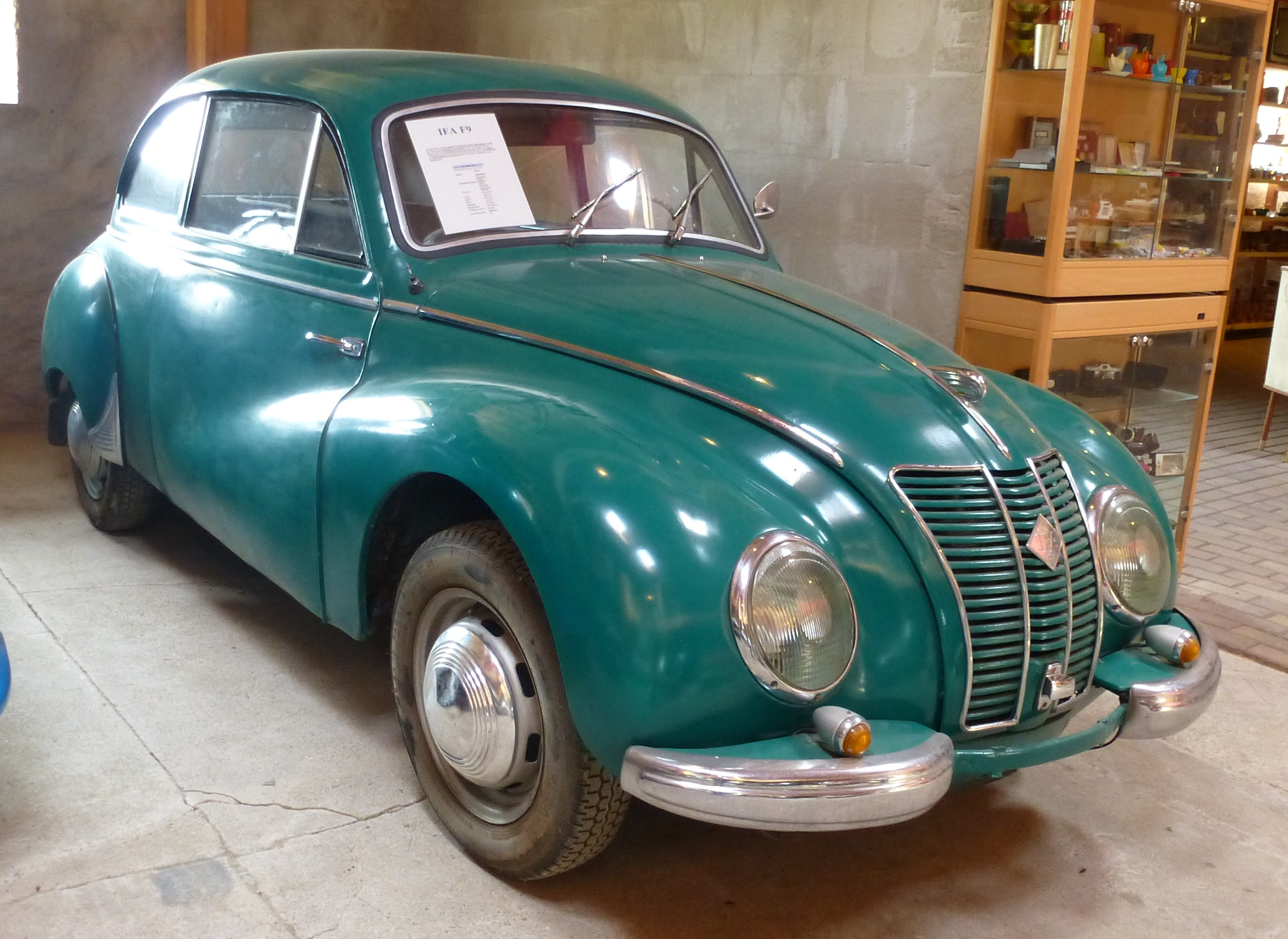
IFA F 9
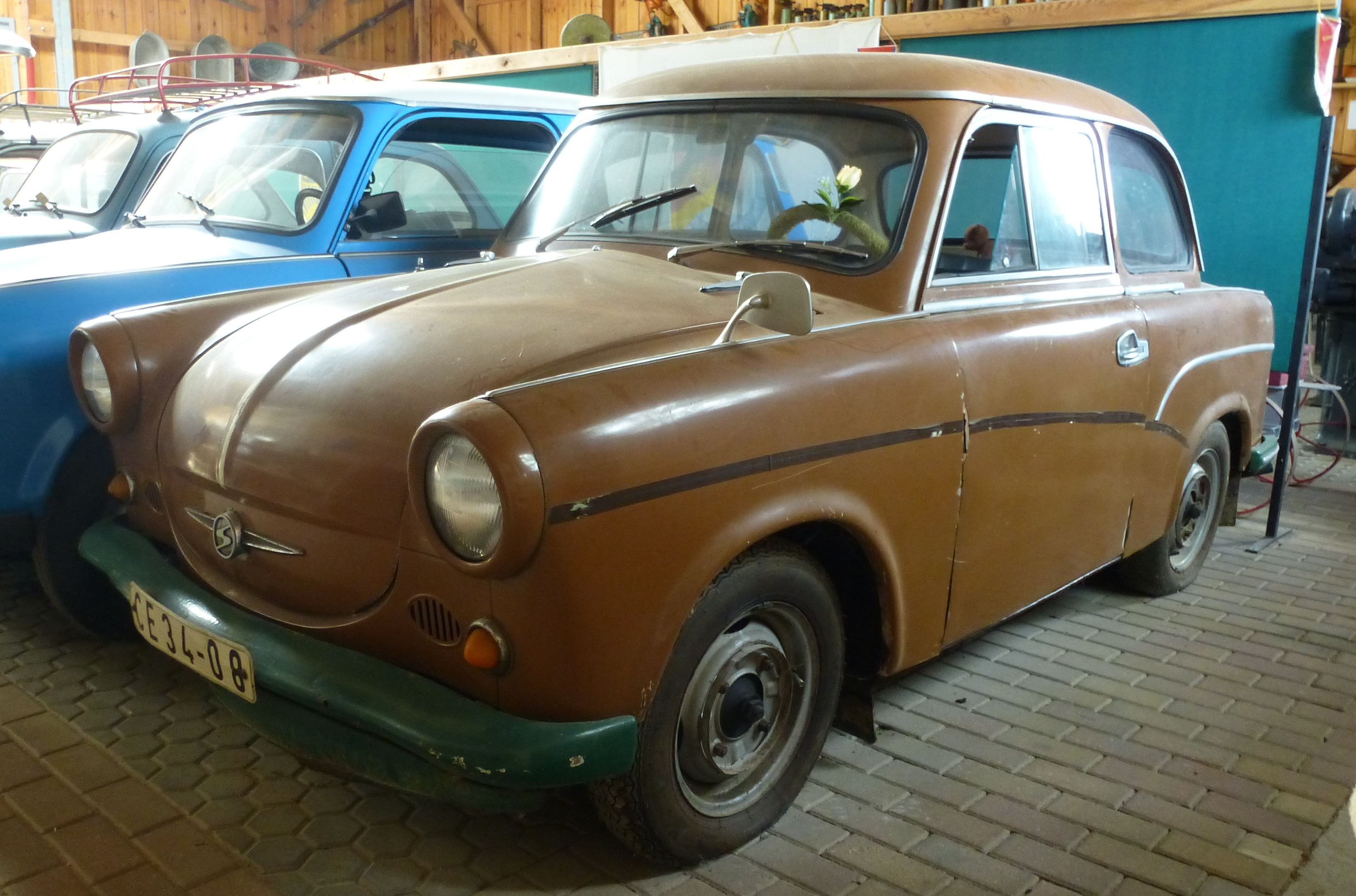
Trabant P 50
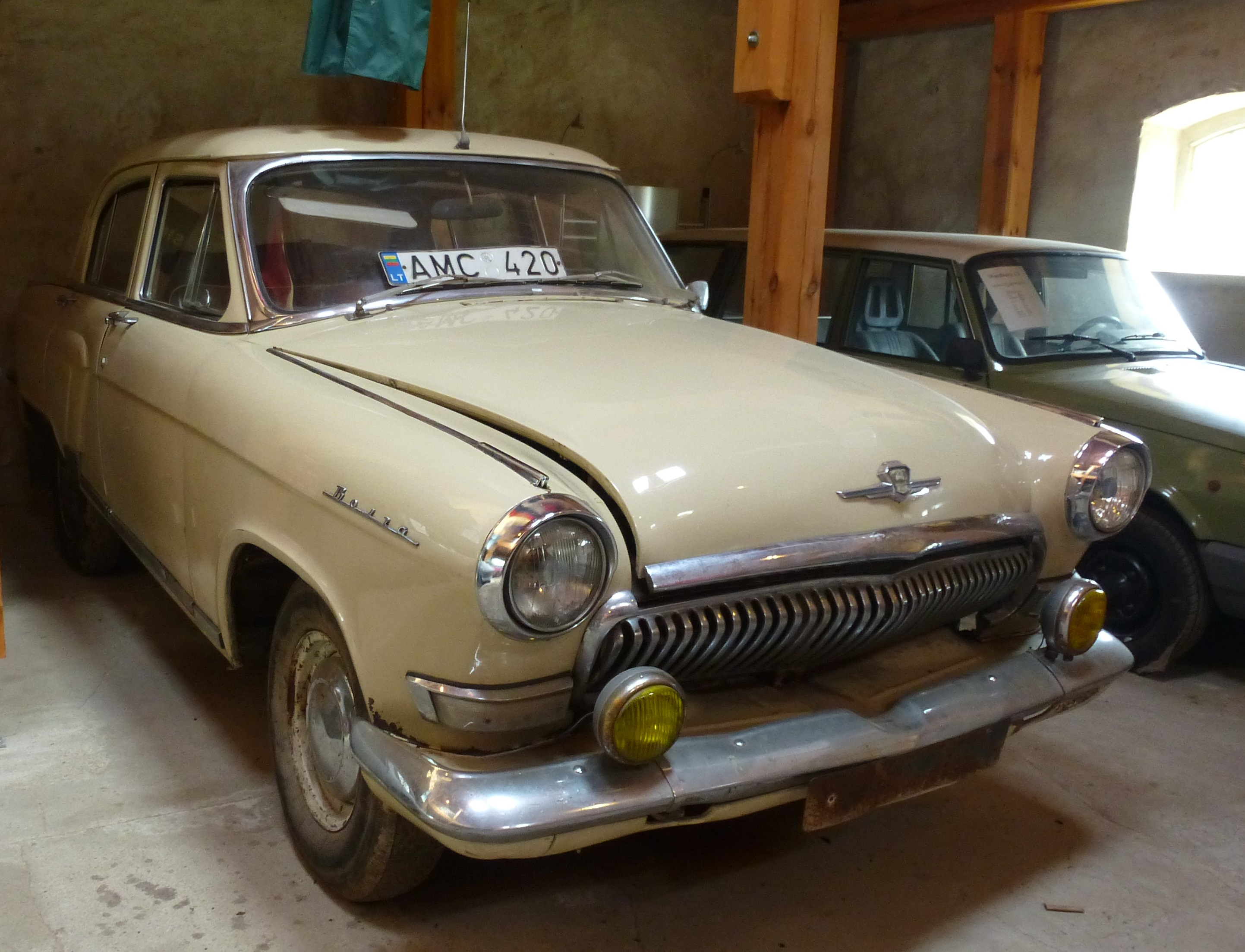
GAZ M-21 Wolga
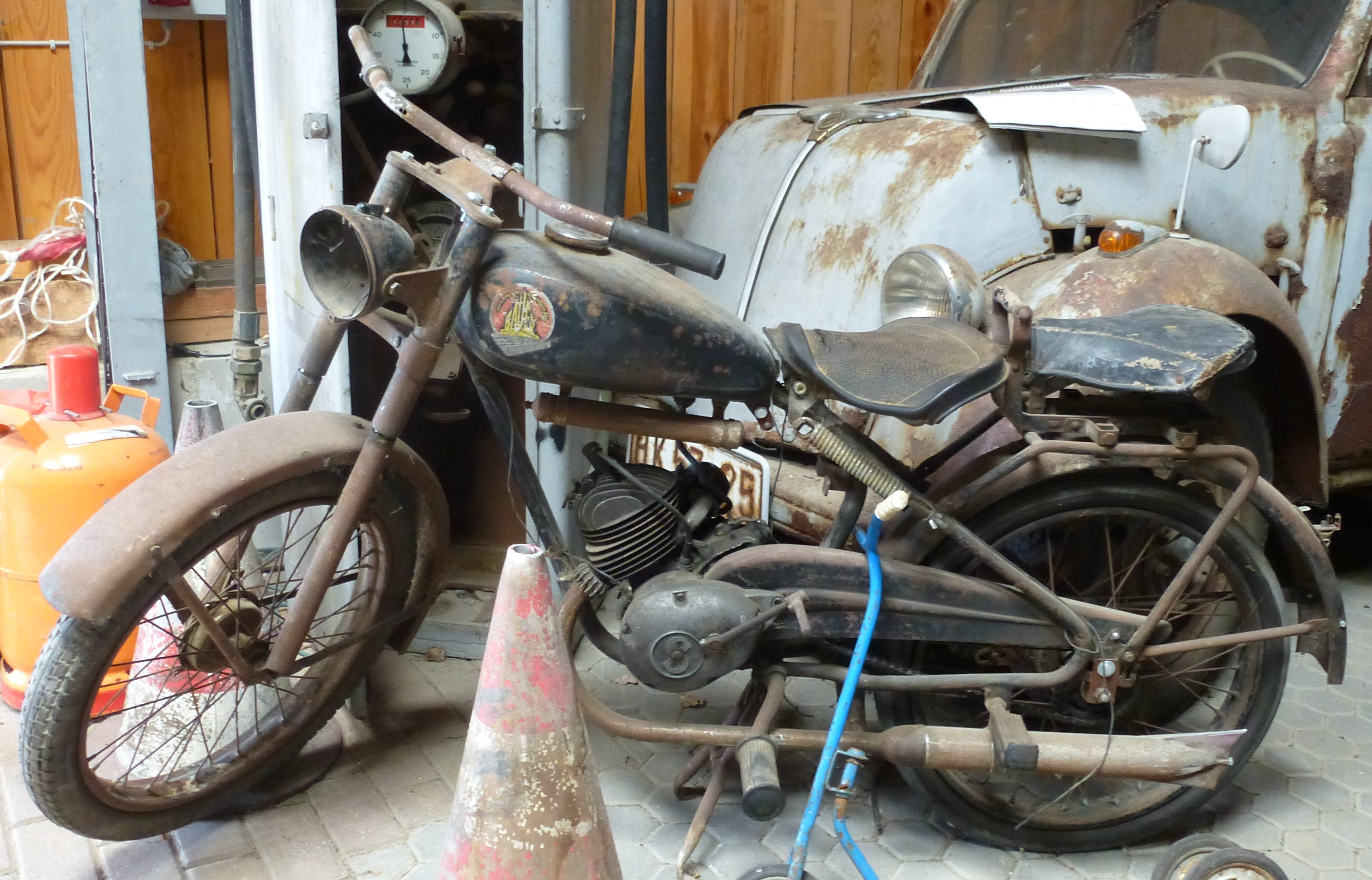
Bauer-Motorrad